# Zymer Bytyqi
Zymer Bytyqi (Sint-Truiden, 11 settembre 1996) è un calciatore norvegese naturalizzato kosovaro, attaccante del CSKA Sofia.

## Biografia
Bytyqi è nato in Belgio da immigrati kosovari albanesi, ma si è trasferito in Norvegia all'età di due anni.

## Carriera

### Club

#### Gli inizi
Bytyqi ha iniziato a giocare a calcio a dieci anni, al Lura. Nel 2010 è passato al Sandnes Ulf. Nel 2011 ha iniziato ad allenarsi con la prima squadra, ma a causa della giovane età non era eleggibile per poter giocare incontri ufficiali. Il 9 gennaio 2012 ha firmato il primo contratto professionistico con il club, valido per un anno.
È stato aggregato al ritiro prestagionale in vista del campionato 2012, che il Sandnes Ulf avrebbe disputato in Eliteserien. A maggio dello stesso anno, è stato incluso nella prima squadra a causa degli infortuni degli attaccanti Tommy Høiland, Vetle Myhre e Gilles Ondo. Ha esordito nell'Eliteserien il 28 maggio 2012, subentrando a Fredrik Torsteinbø nella sconfitta casalinga per 0-2 contro l'Haugesund. È diventato il calciatore più giovane a debuttare nella massima divisione norvegese, all'età di 15 anni e 261 giorni, superando il precedente record detenuto da Sverre Økland (16 anni e un giorno). Il 13 aprile 2014, il suo record è stato battuto da Martin Ødegaard dello Strømsgodset, che ha esordito nell'Eliteserien a 15 anni e 118 giorni.

#### Il trasferimento al Salisburgo e il ritorno in Norvegia
Il 23 agosto 2012, il Salisburgo ha annunciato l'ingaggio di Bytyqi, che si sarebbe legato al nuovo club a partire dal 1º gennaio 2013. Terminata la stagione in Norvegia, l'attaccante è volato quindi in Austria. Il 9 marzo 2013 è tornato al Sandnes Ulf con la formula del prestito biennale, senza aver giocato alcun incontro col Salisburgo. Al termine del campionato 2014, il Sandnes Ulf è retrocesso in 1. divisjon.

#### Il passaggio al Viking
Il 6 gennaio 2015, il Viking ha ufficializzato l'ingaggio di Bytyqi, che si è legato al nuovo club con un contratto dalla durata triennale: il giocatore ha scelto di vestire la maglia numero 27. In vista del campionato 2016, ha scelto di passare al numero 11. Il 20 aprile 2017 ha rinnovato il contratto che lo legava al Viking fino al 31 dicembre 2018.

#### Konyaspor
L'8 gennaio 2021 è passato ai turchi del Konyaspor, a cui si è legato fino al 30 giugno 2023.

### Nazionale
Bytyqi, in virtù delle sue origini, può giocare per l'Albania, per il Kosovo o per la Norvegia. È stato convocato dalla rappresentative Under-15, Under-16, Under-17, Under-18 e Under-19 norvegesi. Nonostante questo, ha dichiarato ai media albanesi che avrebbe giocato per l'Albania nel caso in cui avesse ricevuto una convocazione.
Il 3 marzo 2014 è stato convocato dal Kosovo, che due giorni più tardi avrebbe disputato un'amichevole contro Haiti. Nel gennaio dello stesso anno, infatti, la FIFA aveva concesso al Kosovo il permesso di giocare partite amichevoli contro altre nazionali affiliate, purché esse non provenissero dalla zona dell'ex Jugoslavia. Il carattere amichevole degli incontri non precludeva quindi la possibilità di giocare per un'altra nazionale per ogni calciatore coinvolto. Il 5 marzo 2014 ha preso così parte alla gara d'esordio internazionale della nazionale kosovara, giocando la partita pareggiata per 0-0 contro Haiti, subentrando ad Ilir Azemi nel secondo tempo della sfida.
Il 29 settembre 2015, Bytyqi è stato convocato per la prima volta dal commissario tecnico Leif Gunnar Smerud nell'Under-21 norvegese, in vista delle partite contro Kazakistan e Svizzera, entrambe valide per le qualificazioni al campionato europeo 2017.

## Statistiche

### Presenze e reti nei club
Statistiche aggiornate al 6 febbraio 2023.
| Stagione           | Club               | Campionato         | Campionato | Campionato | Coppe nazionali | Coppe nazionali | Coppe nazionali | Coppe continentali | Coppe continentali | Coppe continentali | Supercoppe | Supercoppe | Supercoppe | Totale | Totale |
| Stagione           | Club               | Comp               | Pres       | Reti       | Comp            | Pres            | Reti            | Comp               | Pres               | Reti               | Comp       | Pres       | Reti       | Pres   | Reti   |
| ------------------ | ------------------ | ------------------ | ---------- | ---------- | --------------- | --------------- | --------------- | ------------------ | ------------------ | ------------------ | ---------- | ---------- | ---------- | ------ | ------ |
| 2012               | Sandnes Ulf        | ES                 | 5          | 0          | CN              | 0               | 0               | -                  | -                  | -                  | -          | -          | -          | 5      | 0      |
| 2013               | Sandnes Ulf        | ES                 | 15         | 0          | CN              | 1               | 0               | -                  | -                  | -                  | -          | -          | -          | 16     | 0      |
| 2014               | Sandnes Ulf        | ES                 | 7          | 0          | CN              | 1               | 0               | -                  | -                  | -                  | -          | -          | -          | 8      | 0      |
| Totale Sandnes Ulf | Totale Sandnes Ulf | Totale Sandnes Ulf | 27         | 0          |                 | 2               | 0               |                    | -                  | -                  |            | -          | -          | 29     | 0      |
| 2015               | Viking             | ES                 | 21         | 4          | CN              | 4               | 1               | -                  | -                  | -                  | -          | -          | -          | 25     | 5      |
| 2016               | Viking             | ES                 | 18         | 0          | CN              | 2               | 0               | -                  | -                  | -                  | -          | -          | -          | 20     | 0      |
| 2017               | Viking             | ES                 | 25         | 1          | CN              | 0               | 0               | -                  | -                  | -                  | -          | -          | -          | 25     | 1      |
| 2018               | Viking             | 1D                 | 19         | 3          | CN              | 2               | 0               | -                  | -                  | -                  | -          | -          | -          | 21     | 3      |
| 2019               | Viking             | ES                 | 28         | 3          | CN              | 6               | 2               | -                  | -                  | -                  | -          | -          | -          | 34     | 5      |
| 2020               | Viking             | ES                 | 29         | 10         | CN              | 0               | 0               | UEL                | 1                  | 0                  | -          | -          | -          | 30     | 10     |
| Totale Viking      | Totale Viking      | Totale Viking      | 140        | 21         |                 | 14              | 3               |                    | 1                  | 0                  |            | -          | -          | 155    | 24     |
| gen.-giu. 2021     | Konyaspor          | SL                 | 19         | 2          | CT              | 2               | 0               | -                  | -                  | -                  | -          | -          | -          | 21     | 2      |
| 2021-2022          | Konyaspor          | SL                 | 37         | 8          | TK              | 2               | 0               | -                  | -                  | -                  | -          | -          | -          | 39     | 8      |
| 2022-gen. 2023     | Konyaspor          | SL                 | 19         | 0          | TK              | 1               | 0               | UECL               | 3                  | 1                  | -          | -          | -          | 23     | 1      |
| Totale Konyaspor   | Totale Konyaspor   | Totale Konyaspor   | 75         | 10         |                 | 5               | 0               |                    | 3                  | 1                  |            | -          | -          | 83     | 11     |
| gen.-giu. 2023     | Olympiacos         | SL                 | 0          | 0          | CG              | 0               | 0               | UEL                | 0                  | 0                  | -          | -          | -          | 0      | 0      |
| Totale carriera    | Totale carriera    | Totale carriera    | 242        | 31         |                 | 21              | 3               |                    | 4                  | 1                  |            | -          | -          | 267    | 35     |

### Cronologia presenze e reti in nazionale
| Cronologia completa delle presenze e delle reti in nazionale ― Kosovo | Cronologia completa delle presenze e delle reti in nazionale ― Kosovo | Cronologia completa delle presenze e delle reti in nazionale ― Kosovo | Cronologia completa delle presenze e delle reti in nazionale ― Kosovo | Cronologia completa delle presenze e delle reti in nazionale ― Kosovo | Cronologia completa delle presenze e delle reti in nazionale ― Kosovo | Cronologia completa delle presenze e delle reti in nazionale ― Kosovo | Cronologia completa delle presenze e delle reti in nazionale ― Kosovo |
| Data                                                                  | Città                                                                 | In casa                                                               | Risultato                                                             | Ospiti                                                                | Competizione                                                          | Reti                                                                  | Note                                                                  |
| --------------------------------------------------------------------- | --------------------------------------------------------------------- | --------------------------------------------------------------------- | --------------------------------------------------------------------- | --------------------------------------------------------------------- | --------------------------------------------------------------------- | --------------------------------------------------------------------- | --------------------------------------------------------------------- |
| 12-1-2020                                                             | Doha                                                                  | Svezia                                                                | 1 – 0                                                                 | Kosovo                                                                | Amichevole                                                            | -                                                                     | 45’                                                                   |
| 1-6-2021                                                              | Pristina                                                              | Kosovo                                                                | 4 – 1                                                                 | San Marino                                                            | Amichevole                                                            | -                                                                     | 70’                                                                   |
| 4-6-2021                                                              | Klagenfurt am Wörthersee                                              | Malta                                                                 | 1 – 2                                                                 | Kosovo                                                                | Amichevole                                                            | -                                                                     | 61’                                                                   |
| 2-9-2021                                                              | Tbilisi                                                               | Georgia                                                               | 0 – 1                                                                 | Kosovo                                                                | Qual. Mondiali 2022                                                   | -                                                                     | 68’                                                                   |
| 5-9-2021                                                              | Pristina                                                              | Kosovo                                                                | 1 – 1                                                                 | Grecia                                                                | Qual. Mondiali 2022                                                   | -                                                                     | 45’                                                                   |
| 8-9-2021                                                              | Pristina                                                              | Kosovo                                                                | 0 – 2                                                                 | Spagna                                                                | Qual. Mondiali 2022                                                   | -                                                                     |                                                                       |
| 9-10-2021                                                             | Stoccolma                                                             | Svezia                                                                | 3 – 0                                                                 | Kosovo                                                                | Qual. Mondiali 2022                                                   | -                                                                     | 70’                                                                   |
| 12-10-2021                                                            | Pristina                                                              | Kosovo                                                                | 1 – 2                                                                 | Georgia                                                               | Qual. Mondiali 2022                                                   | -                                                                     | 74’                                                                   |
| 24-3-2022                                                             | Pristina                                                              | Kosovo                                                                | 5 – 0                                                                 | Burkina Faso                                                          | Amichevole                                                            | -                                                                     | 72’                                                                   |
| 29-3-2022                                                             | Zurigo                                                                | Svizzera                                                              | 1 – 1                                                                 | Kosovo                                                                | Amichevole                                                            | -                                                                     | 68’                                                                   |
| 2-6-2022                                                              | Larnaca                                                               | Cipro                                                                 | 0 – 2                                                                 | Kosovo                                                                | UEFA Nations League 2022-2023 - 1º turno                              | -                                                                     | 86’                                                                   |
| 5-6-2022                                                              | Pristina                                                              | Kosovo                                                                | 0 – 1                                                                 | Grecia                                                                | UEFA Nations League 2022-2023 - 1º turno                              | -                                                                     | 57’                                                                   |
| 9-6-2022                                                              | Pristina                                                              | Kosovo                                                                | 3 – 2                                                                 | Irlanda del Nord                                                      | UEFA Nations League 2022-2023 - 1º turno                              | 1                                                                     |                                                                       |
| 12-6-2022                                                             | Volo                                                                  | Grecia                                                                | 2 – 0                                                                 | Kosovo                                                                | UEFA Nations League 2022-2023 - 1º turno                              | -                                                                     | 76’                                                                   |
| 24-9-2022                                                             | Belfast                                                               | Irlanda del Nord                                                      | 2 – 1                                                                 | Kosovo                                                                | UEFA Nations League 2022-2023 - 1º turno                              | -                                                                     | 87’                                                                   |
| 27-9-2022                                                             | Pristina                                                              | Kosovo                                                                | 5 – 1                                                                 | Cipro                                                                 | UEFA Nations League 2022-2023 - 1º turno                              | -                                                                     | 64’                                                                   |
| 12-10-2023                                                            | Andorra la Vella                                                      | Andorra                                                               | 0 – 3                                                                 | Kosovo                                                                | Qual. Euro 2024                                                       | -                                                                     | 46’                                                                   |
| 12-11-2023                                                            | Pristina                                                              | Kosovo                                                                | 1 – 0                                                                 | Israele                                                               | Qual. Euro 2024                                                       | -                                                                     | 46’                                                                   |
| 18-11-2023                                                            | Basilea                                                               | Svizzera                                                              | 1 – 1                                                                 | Kosovo                                                                | Qual. Euro 2024                                                       | -                                                                     | 16’ 46’                                                               |
| 21-11-2023                                                            | Pristina                                                              | Kosovo                                                                | 0 – 1                                                                 | Bielorussia                                                           | Qual. Euro 2024                                                       | -                                                                     | 46’                                                                   |
| 22-3-2024                                                             | Erevan                                                                | Armenia                                                               | 0 – 1                                                                 | Kosovo                                                                | Amichevole                                                            | -                                                                     | 68’                                                                   |
| 26-3-2024                                                             | Budapest                                                              | Ungheria                                                              | 2 – 0                                                                 | Kosovo                                                                | Amichevole                                                            | -                                                                     | 64’                                                                   |
| 15-11-2024                                                            | Bucarest                                                              | Romania                                                               | 3 – 0 tav                                                             | Kosovo                                                                | UEFA Nations League 2024-2025 - 1º turno                              | -                                                                     | 82’                                                                   |
| 18-11-2024                                                            | Pristina                                                              | Kosovo                                                                | 1 – 0                                                                 | Lituania                                                              | UEFA Nations League 2024-2025 - 1º turno                              | -                                                                     | 46’                                                                   |
| Totale                                                                |                                                                       | Presenze                                                              | 24                                                                    |                                                                       | Reti                                                                  | 1                                                                     |                                                                       |

## Palmarès

### Club

#### Competizioni nazionali
- 1. divisjon: 1

Viking: 2018
- Coppa di Norvegia: 1

Viking: 2019